# Michail Kazelin
Michail Sergejevitsj Kazelin (Russisch: Михаил Сергеевич Казелин) (Kolomna, 19 september 1996) is een Russische langebaanschaatser. Kazelin staat bekend als sprinter.

## Persoonlijk
Michail Kazelin is de tweelingbroer van de eveneens schaatsende Jelizaveta Kazelina. Zij zijn geboren in 1996. Beiden worden beschouwd als grote talenten.

## Persoonlijke records
| Afstand    | Tijd    | Datum           | Baan    |
| ---------- | ------- | --------------- | ------- |
| 500 meter  | 34,80   | 7 februari 2020 | Calgary |
| 1000 meter | 1.08,77 | 8 februari 2020 | Calgary |
| 1500 meter | 1.45,75 | 7 februari 2020 | Calgary |
| 3000 meter | 3.51,01 | 4 februari 2013 | Kolomna |
| 5000 meter | 6.42,88 | 11 maart 2013   | Kolomna |

(laatst bijgewerkt: 8 februari 2020)

## Resultaten
| Jaar | EK Sprint                | WK Sprint                | Wereldbeker                  | WK Junioren                     |
| ---- | ------------------------ | ------------------------ | ---------------------------- | ------------------------------- |
| 2013 |                          |                          |                              | 16e 1500m 10e achtervolging     |
| 2014 |                          |                          |                              | 9e · (, 9e, 12e, 13e)           |
| 2015 |                          |                          |                              | 7e 500m 15e 1000m 16e 1500m     |
| 2016 |                          |                          | 41e 500m 30e 1000m           | 9e 500m · 5e 1000m · teamsprint |
| 2017 | 13e (15e, 11e, 15e, 16e) | 25e (22e, 27e, 19e, 24e) | 34e 500m 56e 1000m           |                                 |
| 2018 |                          |                          | 44e 500m                     |                                 |
| 2019 |                          |                          | 46e 1500m                    |                                 |
| 2020 |                          |                          | 45e 500m 30e 1000m 28e 1500m |                                 |

(#, #, #, #) = afstandspositie op sprinttoernooi (500m, 1000m, 500m, 1000m) of op juniorentoernooi (500m, 3000m, 1500m, 5000m).